# 2013年の道路
2013年の道路（2013ねんのどうろ）とは、2013年（平成25年）に起こった道路関係の出来事をまとめたページである。
2012年の道路 - 2013年の道路 - 2014年の道路

## 出来事の一覧

### 1月
- 20日 - 31日
  - （道路切替）  国道1号 静清バイパス 羽鳥IC - 牧ヶ谷IC間の藁科川橋の下流側2車線が完成。歩道は1月20日、下り線は1月23日、上り線は1月31日にそれぞれ切替完了。従来の上流側2車線が、4車線化工事に向けて使用を一旦中止し、暫定2車線運用は変更なし[1][2]。
- 28日
  - （拡幅）  国道208号 有明海沿岸道路 大牟田高田道路上り線 黒崎IC - 大牟田北IC間の一部 (1.6 km) (1車線→2車線)[3][4]
- 31日
  - （道路切替）  国道2号 倉敷市 玉島阿賀崎（竹川橋交差点） - 浅口市金光町大谷（唐船交差点） (1.4 km)。玉島笠岡道路建設に伴う道路切替を実施[5][6]。

### 2月
- 8日
  - （復旧）  中央自動車道 笹子トンネル（上り線・東京方面）、通行再開に伴い対面通行規制解除[7]。
- 16日
  - （開通）  東九州自動車道 蒲江IC - 北浦IC (14.2 km)[8][9][10][11]
- 17日
  - （開通）  国道55号・国道493号 高知東部自動車道 南国安芸道路 香南かがみIC - 香南やすIC (2.9 km)[注釈 1][12][13][14]
- 28日
  - （IC供用）  国道475号 東海環状自動車道 五斗蒔スマートIC[15][16][17]

### 3月
- 2日
  - （拡幅・立体交差化）  国道10号 加治木バイパス 加治木IC交差点付近 (0.4 km) (2車線→4車線)[18][19]
- 9日
  - （開通）  国道45号 八戸久慈自動車道 八戸南道路 種差海岸階上岳IC - 階上IC (5.3 km)[20][21]
- 10日
  - （開通）  国道106号 宮古盛岡横断道路 簗川道路 全線 (6.7 km) ・ 岩手県道43号盛岡大迫東和線 (4.0 km)[22][23][24]
  - （開通）  国道485号 松江だんだん道路 川津IC - 西尾IC (2.6 km)[25][26]
  - （開通）  国道3号 南九州西回り自動車道 川内隈之城道路 薩摩川内水引IC - 薩摩川内高江IC (3.5 km)[27][28][29]
- 16日
  - （開通）  国道233号 深川留萌自動車道 幌糠留萌道路 留萌幌糠IC - 留萌大和田IC (8.9 km)[30][31]
  - （開通）  東京都道169号淵上日野線 新滝山街道 八王子市丹木町3丁目 - 八王子市戸吹町 (2.6 km) ・ 新滝山街道 全線 (7.0 km)[32][33]
  - （開通）  国道175号 神出バイパス 神戸市西区神出町北 - 神戸市西区神出町小束野 (2.2 km)[34][35]
- 17日
  - （開通）  国道236号 帯広広尾自動車道 中札内大樹道路 中札内IC - 更別IC (6.5 km)[36][37]
  - （開通）  国道46号 角館バイパス 仙北市角館町雲然 - 仙北市角館町西長野 (1.5 km)[38][39]
  - （PA供用）  松江自動車道 加茂岩倉PA[40][41]
  - （開通）  国道197号 大洲・八幡浜自動車道 名坂道路 八幡浜IC - 保内IC (2.3 km)[42][43][44]
- 20日
  - （開通）  国道108号 古川東バイパス 宮城県大崎市古川鶴ヶ埣字新江南 - 宮城県大崎市古川馬寄 (2.3 km)[45]
  - （開通）  能登有料道路 粟崎IC - 大根布JCT (3.4 km)[46]
- 21日
  - （拡幅）  新4号国道 石橋宇都宮バイパス 全線 (18.7 km) (4車線→6車線)[47]
  - （開通）  阪神高速6号大和川線 三宅西出入口 - 三宅JCT (0.2 km)[48]
  - （拡幅）  阪神高速14号松原線 三宅中 - 松原JCT (2.0 km) (4車線→6車線)[48]
- 23日
  - （開通）  国道45号 三陸自動車道 宮古道路 宮古中央インター線 宮古市松山（宮古中央IC） - 宮古市上鼻（かんばな） (0.6 km)[49][50]
  - （開通）  鳥取自動車道 大原IC - 西粟倉IC (8.3 km)[51]、国道373号 志戸坂峠道路 西粟倉IC-西粟倉仮出入口 (0.5 km)[52][53]
  - （開通）  国道497号 西九州自動車道 唐津伊万里道路 唐津千々賀山田IC - 北波多IC (3.5 km)[54][55]
  - （開通）  西彼杵道路 小迎バイパス 小迎IC - 大串IC (5.8 km)[56]
  - （開通）  東九州自動車道 清武JCT - 清武南IC (1.2 km)[57][58]
- 24日
  - （開通）  国道45号 上北自動車道 上北道路 六戸JCT - 上北IC (7.7 km)[59][60]
  - （開通）  国道470号 能越自動車道 七尾氷見道路 七尾大泊IC - 七尾城山IC (9.3 km)[61][62]
  - （開通）  国道158号 中部縦貫自動車道 永平寺大野道路 大野IC - 勝山IC (7.8 km)[63][64][65]
  - （開通）  紀勢自動車道 紀勢大内山IC - 紀伊長島IC (10.3 km)[66][67]
  - （開通）  山口県道6号山口宇部線 山口宇部小野田連絡道路 宇部湾岸道路 藤曲IC - 東須恵IC (3.8 km)[68][69]
- 27日
  - （開通）  国道278号 鹿部道路 北海道茅部郡鹿部町字鹿部 - 同町字本別 (5.7 km)。これにより、鹿部道路 (7.7 km) 全線開通[70][71]。
  - （拡幅）  国道1号 袋井バイパス・下り線 堀越IC - 玉越小山IC (1車線→2車線)[72]
  - （IC供用） 国道246号 裾野バイパス 中島IC（静岡県道147号山名湖小山線交点）[73][74]
- 28日
  - （拡幅）  国道1号 磐田バイパス・上り線 岩井IC - 三ヶ野IC (1車線→2車線)[72]
  - （拡幅）  国道1号 袋井バイパス・上り線 三ヶ野IC - 堀越IC (1車線→2車線)[72]
  - （開通）  平沢-始興高速道路 西平沢JCT - 月串JCT (42.6 km) （韓国）[75]
- 30日
  - （開通・路線統合）  国道40号 名寄バイパス・美深道路（仮称）を統合して名寄美深道路へ路線名称を変更し、美深IC - 美深北IC (3.3 km) 開通[76][77]。
  - （開通）  国道468号 首都圏中央連絡自動車道 海老名IC - 相模原愛川IC (10.1 km)[78][79][80]
  - （PA供用）  国道468号 首都圏中央連絡自動車道 厚木PA （外回り・中央道方面）[81]
  - （開通）  国道49号改良 新潟県東蒲原郡阿賀町津川 - 新潟県東蒲原郡阿賀町黒岩 (7.5 km)[82][83]
  - （開通）  松江自動車道 三次東IC/JCT - 吉田掛合IC (48.7 km)[84][85]
  - （開通）  有明海沿岸道路 佐賀福富道路 久保田IC - 芦刈IC (2.8 km)[86]
- 31日
  - （開通）  国道39号 北見道路 北見西IC - 北見東IC (10.3 km)[87][88]
  - （無料開放）  能登有料道路 粟崎IC - 穴水IC (82.9 km)[89]
  - （無料開放）  能越自動車道 田鶴浜道路 田鶴浜IC - 徳田大津JCT (4.8 km)[89]
  - （無料開放）  川北大橋有料道路 全線 (4.8 km)[89]

### 4月
- 1日
  - （無料開放）  尾道大橋有料道路 全線 (2.9 km)[90]
  - （無料開放）  二丈浜玉道路 全線 (8.5 km)[91][92]
- 10日
  - （IC供用）  東関東自動車道 酒々井IC[93][94][95]
- 14日
  - （開通）  国道468号 首都圏中央連絡自動車道 茅ヶ崎JCT - 寒川北IC (5.1 km)[96][97][80]
- 19日
  - （PA供用）  東海北陸自動車道 松ノ木峠PA[98]
- 21日
  - （開通）  国道478号 京都縦貫自動車道 京都第二外環状道路 沓掛IC - 大山崎JCT/IC (9.8 km)[99][100]
- 27日
  - （開通）  国道468号 首都圏中央連絡自動車道 東金IC/JCT - 木更津東IC (42.9 km)[101][102][103]
  - （路線名称変更） 国道126号 千葉東金道路 松尾横芝IC - 東金IC/JCT (16.1 km) → 国道126号 首都圏中央連絡自動車道[102]
  - （開通）  国道409号 茂原一宮道路 千葉県長生郡長南町千田 - 圏央道 茂原長南IC (0.7 km)[104][105]

### 5月
- 10日
  - （無料開放）  小倉ヶ浜有料道路 全線 (0.36 km)[106][107]
- 25日
  - （開通）  阪神高速2号淀川左岸線 島屋出入口 - 海老江JCT (4.3 km)[108]
  - （IC名称変更）  阪神高速5号湾岸線 北港西出入口 → 湾岸舞洲出入口[108]

### 6月
- 4日
  - （道路切替・料金所移転）  徳島自動車道 徳島ICの出入口およびランプ構造を変更して同IC内に料金所を設置し、既存の徳島本線料金所を廃止[109][110]。
- 8日
  - （開通）  国道313号 倉吉道路 倉吉IC - 倉吉西IC (3.3 km)[111][112]
- 4日 - 7月10日
  - （対面通行規制）  中央自動車道・上り線 伊北IC - 岡谷JCT（天竜川橋梁補修工事で上り線による対面通行規制区間は約450 m）[113]
- 15日
  - （開通）  大規模林道飯豊桧枝岐線・一の木線(13.8 km、山形県飯豊町中津川地区～福島県喜多方市山都町)が開通[114]。
- 16日
  - （拡幅）  国道23号 豊橋バイパス 大崎IC - 前芝IC (9.4 km) (2車線→4車線)[115]
- 20日 - 7月10日
  - （対面通行規制）  中央自動車道・上り線 中津川IC - 飯田山本IC （上り線・東京方面を対面通行規制し、下り線・名古屋方面を通行止） （名古屋方面側・恵那山トンネル 天井板撤去工事の為）[116][117][118]
- 23日
  - （開通）  国道23号 豊橋東バイパス 豊橋東IC - 細谷IC (2.5 km)[119][120]
- 27日
  - （IC開通）  中部内陸高速道路 南驪州IC[121]
- 28日
  - （開通）  松山外環状道路側道 松山市北井門 - 同市古川南 (1.3 km)[122]

### 7月
- 1日
  - （移管）  仙台南部道路 全線 (12.2 km) （宮城県道路公社 → 東日本高速道路株式会社（NEXCO東日本））[123][124][125]
- 12日
  - （PA供用）  国道468号 首都圏中央連絡自動車道 高滝湖PA （内回り・東金IC/JCT方面）[126][127]
- 19日
  - （IC名称変更）  統営-大田・中部高速道路 陰城IC → 大所IC （韓国）[128]
- 25日
  - （無料開放）  磐梯吾妻道路（磐梯吾妻スカイライン） 全線 (28.7 km)[129]
  - （無料開放）  第二磐梯吾妻道路（磐梯吾妻レークライン） 全線 (13.1 km)[129]
  - （無料開放）  磐梯山有料道路（磐梯山ゴールドライン） 全線 (17.6 km)[129]
- 28日
  - （事故）  イタリアのアベリノ県モンテフォルテ・イルピーノの高速道路でバスが転落、少なくとも36人が死亡。

### 8月
- 3日
  - （IC供用）  道央自動車道 新千歳空港IC[130][131]
- 8日
  - （PA供用）  国道468号 首都圏中央連絡自動車道 厚木PA （内回り・東名方面）[132][81][133]
- 9日
  - （一部拡幅）  関越自動車道・上り線（東京方面） 高坂SA - 鶴ヶ島IC (一部区間) (1.3 km) (3車線→4車線)[134]
- 11日
  - （開通）  常総・宇都宮東部連絡道路 鬼怒テクノ通り 真岡宇都宮バイパス 全線 (5.2 km)[135]
- 19日
  - （開通）  平沢-堤川高速道路 大所JCT - 忠州JCT (27.6 km)[128]
- 25日
  - （IC供用）  関越自動車道 坂戸西スマートIC[136][137]

### 9月
- 8日
  - （開通）  国道121号 会津縦貫北道路 湯川北IC - 湯川南IC (2.2 km)[138][139]
- 14日
  - （開通）  国道167号 第二伊勢道路 鳥羽南・白木IC - 松下JCT (7.6 km)[140][141]
- 20日
  - （IC供用）  東関東自動車道 谷津船橋IC[142][143][144]
- 22日
  - （開通）  国道41号 高山国府バイパス 高山市冬頭町 - 高山市国府町金桶 (6.3 km)。開通に伴い国道158号 中部縦貫自動車道 高山ICにランプを設置して立体交差構造となる[145][146][147]。
- 25日
  - （拡幅）  国道208号 有明海沿岸道路 大牟田高田道路下り線 大牟田北IC - 黒崎IC間の一部 (1.8 km) (1車線→2車線)[148][149]
- 29日
  - （開通）  熊野尾鷲道路 三木里IC - 熊野大泊IC (13.6 km)[150][151]
  - （開通）  鹿児島東西幹線道路 鹿児島東西道路 上り線 鹿児島IC - 建部IC (2.2 km)[152][153][154]

### 10月
- 13日
  - （開通）  三陸北縦貫道路 普代道路 普代村第11地割 - 同村第16地割 (4.2 km)[155]
- 19日
  - （開通）  国道156号 岐阜東バイパス 岐阜市日野南 - 同市岩田西 (2.3 km)[156]
- 21日
  - （IC供用）  名神高速道路 湖東三山スマートIC[157]
  - （PA名称変更）  名神高速道路 秦荘PA → 湖東三山PA[157]

### 11月
- 1日
  - （路線名称変更）  三陸北縦貫道路 中野バイパス → 岩泉道路[158]
- 2日
  - （開通）  国道55号 阿南道路 阿南市津乃峰町西分 - 同市橘町大浦 (1.7 km)[159]
- 4日
  - （開通）  国道157号 門脇バイパス 本巣市根尾長嶺 - 同市根尾門脇 (0.4 km)[160]
- 6日 - 14日
  - （終日通行止）  阪神高速11号池田線 中之島分岐 - 池田木部出入口 (21.6 km) （全線フレッシュアップ工事のため）[161]
- 19日
  - （JCT一部閉鎖）  首都高速道路 大井JCT 湾岸線西行きから1号羽田線（上り）に向かう連結路閉鎖[162]
- 23日
  - （開通）  名古屋高速4号東海線 六番北出入口 - 木場出入口 (3.9 km)[163]
- 29日
  - （開通）  国道163号 清滝生駒道路 清滝第一トンネル奈良側坑口 - 下田原ランプ(0.9 km)[164]
- 30日
  - （開通）  日本海沿岸東北自動車道 大館西道路 大館北IC - 大館市商人留 (1.6 km)[165]
  - （開通）  日本海沿岸東北自動車道 大館市商人留 - 小坂JCT (14.5 km)[165]
  - （道路名設定）  琴丘能代道路、大館西道路、日本海沿岸東北自動車道（大館市商人留-小坂JCT） → 秋田自動車道[165]

### 12月
- 13日
  - （開通）  国道38号 釧路新道 釧路市鶴野 - 釧路IC（現・釧路西IC）(1.1 km)[166]
- 14日
  - （開通）  山陰自動車道 鳥取西道路 鳥取IC - 鳥取西IC (1.8 km)[167]
- 15日
  - （長期間通行止解除）  首都高速八重洲線 汐留出入口/JCT - 東京高速道路KK線 新橋出入口 (0.7 km) （東京都市計画道路幹線街路環状第2号線建設に伴う架替工事のため、2012年7月8日から実施されていた）[168]
  - （再開・出口新設）  阪神高速4号湾岸線 三宝出入口（阪神高速6号大和川線の建設のため2011年6月1日から閉鎖されていた大阪市内方面の出入口が再開、新たに関西空港方面からの出口を新設）[169]
- 21日
  - （開通）  山陰自動車道 中山・名和道路、名和・淀江道路 赤碕中山IC - 名和IC (8.6 km)[170]
  - （開通）  国道251号 島原道路 愛野森山バイパス 愛野IC - 森山東IC (1.8 km)[171]
- 22日
  - （開通）  仙台北部道路 富谷JCT - 富谷IC (1.7 km)[172]
  - （IC供用）  名神高速道路 蒲生スマートIC[173]
- 24日
  - （IC供用）  国道39号 北見道路 北見北上IC[174]
  - （IC供用）  国道39号 北見道路 北見川東IC
- 26日
  - （無料開放）  近江大橋有料道路 全線 (6.1 km)[175][176][177]